# Saint-Riquier-ès-Plains
Saint-Riquier-ès-Plains là một xã thuộc tỉnh Seine-Maritime trong vùng Normandie miền bắc nước Pháp.

## Dân số
| 1962                                            | 1968 | 1975 | 1982 | 1990 | 1999 | 2006 |
| ----------------------------------------------- | ---- | ---- | ---- | ---- | ---- | ---- |
| 283                                             | 335  | 319  | 459  | 513  | 578  | 611  |
| Starting in 1962: Population without duplicates |      |      |      |      |      |      |